# شهرستان پینگتانگ
شهرستان پینگتانگ (به لاتین: Pingtang County) یک منطقهٔ مسکونی در چین است که در کیانان بویای اند میاو واقع شده‌است.